# TKO (Justin Timberlake)
TKO is een nummer van de Amerikaanse zanger Justin Timberlake uit 2013. Het is de tweede single van zijn vierde studioalbum The 20/20 Experience – 2 of 2.
Het nummer bevat een sample uit Barry White's "Somebody's Gonna off the Man". "TKO" werd in een aantal landen een klein hitje. In de Amerikaanse Billboard Hot 100 haalde het de 36e positie. In Nederland moest het nummer het met een 13e positie in de Tipparade doen, en in Vlaanderen bereikte het de 5e positie in de Tipparade.